# Liste der Lieder von Avril Lavigne

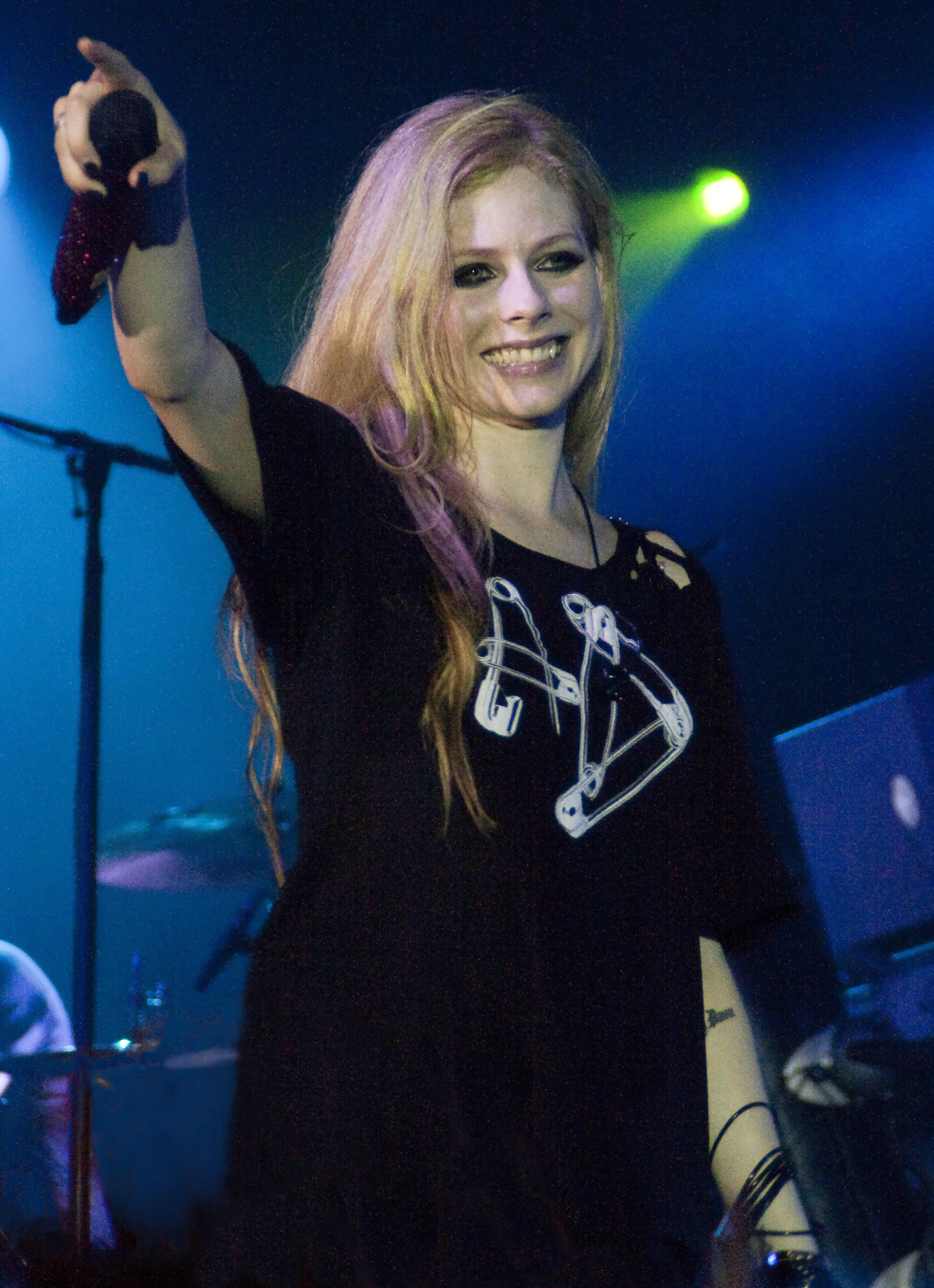
Avril Lavigne

Die Liste der Lieder von Avril Lavigne umfasst alle Lieder, die die kanadische Musikerin Avril Lavigne seit 2002 interpretiert und auf Studioalben, Singles, B-Seiten, Kompilationen, Soundtracks oder als Downloads veröffentlicht hat.

## Übersicht
Lavigne veröffentlichte bislang 91 Songs, von denen 76 auf ihren Studioalben erschienen. Sechs Lieder interpretierte sie mit anderen Künstlern und 26 Songs veröffentlichte sie als Single, davon mehrere Songs ausschließlich zum Download. Zwei weitere Lieder erschienen auf Kompilationen oder auf Alben anderer Musiker.

## Liste
In den Spalten der Tabelle sind neben dem Titel des Musikstücks, den Namen der Autoren und dem Titel des Albums, auf dem Lavigne erstmals eine Interpretation des Songs veröffentlichte, auch die Zeitdauer des Songs in Minuten und Sekunden auf dem genannten Album und das Jahr der Erstveröffentlichung (Jahr) angegeben. Der Autor oder die Autoren des jeweiligen Songs haben sowohl die Musik komponiert als auch den Liedtext geschrieben. Songs, die auf keinem Album vorhanden sind, werden unter der Bezeichnung Non-Album-Track aufgelistet. Unter Anmerkungen werden Besonderheiten eines Liedes bei Produktion, Veröffentlichung oder Verwendung genannt.
| Titel                            | Autor/Autoren                                                                          | Album                           | Jahr       | Dauer   | Anmerkungen                                                       |
| -------------------------------- | -------------------------------------------------------------------------------------- | ------------------------------- | ---------- | ------- | ----------------------------------------------------------------- |
| 17                               | Avril Lavigne, J. Kash, Martin Johnson                                                 | Avril Lavigne                   | 2013       | 3:24    |                                                                   |
| 4 Real                           | Avril Lavigne                                                                          | Goodbye Lullaby                 | 2011       | 3:28    |                                                                   |
| Adia                             | Sarah McLachlan                                                                        |                                 | 2007       |         |                                                                   |
| Alice                            | Avril Lavigne                                                                          | Non-Album-Track                 | 2010       | 3:34    | Soundtrack zu Alice im Wunderland                                 |
| All I Wanted                     | Mark Hoppus, Avril Lavigne, John Feldmann, Derek „Mod Sun“ Smith                       | Love Sux                        | 2022       |         | feat. Mark Hoppus                                                 |
| All You Will Never Know          | Avril Lavigne, Terence Dover                                                           |                                 | 2001       |         |                                                                   |
| Alone                            | Avril Lavigne, Lukasz Gottwald, Max Martin                                             | Non-Album-Track                 | 2007       | 3:13    | Auf der B-Seite der Single Girlfriend                             |
| Anything but Ordinary            | Avril Lavigne, The Matrix                                                              | Let Go                          | 2002       | 4:12    |                                                                   |
| Avalanche                        | Avril Lavigne, John Feldmann, Derek „Mod Sun“ Smith                                    | Love Sux                        | 2022       | 3:40    |                                                                   |
| Baby It’s Cold Outside           | Frank Loesser                                                                          | Non-Album-Track                 | 2017       | 2:51    | Cover von Frank Loesser Single, Duett mit Jonny Blu               |
| Bad Girl                         | Avril Lavigne, Chad Kroeger, David Hodges                                              | Avril Lavigne                   | 2013       | 2:55    | feat. Marilyn Manson                                              |
| Bad Reputation                   | Sammy Hagar                                                                            | Non-Album-Track                 | 2012       | 2:42    | Cover von Joan Jett Soundtrack zu One Piece Z                     |
| Basket Case                      |                                                                                        | Basket Case (CD Single)         | 2003       | 3:05    |                                                                   |
| Best Years of Our Lives          | Evan Taubenfeld, Kevin Kadish                                                          | Non-Album-Track                 | 2011       | 4:08    | feat. Evan Taubenfeld Nur als Download erschienen                 |
| Bigger Wow                       | Avril Lavigne, Lauren Christy, Jon Levine                                              | Head Above Water                | 2018       | 2:55    |                                                                   |
| Birdie                           | Avril Lavigne, J. R. Rotem                                                             | Head Above Water                | 2018       | 3:35    |                                                                   |
| Bitchin’ Summer                  | Avril Lavigne, Chad Kroeger, David Hodges, J Kash, Matt Squire                         | Avril Lavigne                   | 2013       | 3:31    |                                                                   |
| Bite Me                          | Avril Lavigne, John Feldmann, Marshmello, Omer Fedi, Derek „Mod Sun“ Smith             | Love Sux                        | 2021       | 2:39    |                                                                   |
| Black Star                       | Avril Lavigne                                                                          | Goodbye Lullaby                 | 2011       | 1:34    |                                                                   |
| Bois Lie                         | Avril Lavigne, John Feldmann, Colson Baker, Derek „Mod Sun“ Smith                      | Love Sux                        | 2022       | 2:43    | feat. Machine Gun Kelly                                           |
| Break Of A Heartache             | Avril Lavigne                                                                          | Love Sux                        | 2022       | 1:51    |                                                                   |
| Breakaway                        | Avril Lavigne, Matthew Gerrard, Bridget Benenate                                       |                                 | 2002       |         |                                                                   |
| Cannonball                       | Avril Lavigne, John Feldmann, Derek „Mod Sun“ Smith                                    | Love Sux                        | 2022       | 2:18    |                                                                   |
| Chop Suey!                       |                                                                                        |                                 | 2007       |         |                                                                   |
| Complicated                      | Avril Lavigne, The Matrix                                                              | Let Go                          | 2002       | 4:05    | Singleauskopplung                                                 |
| Contagious                       | Avril Lavigne, Evan Taubenfeld                                                         | The Best Damn Thing             | 2007       | 2:10    |                                                                   |
| Crush                            | Avril Lavigne, Zane Carney, Johan Carlsson                                             |                                 |            |         |                                                                   |
| Dare To Love Me                  | Avril Lavigne                                                                          | Love Sux                        | 2022       | 3:34    |                                                                   |
| Darlin’                          | Avril Lavigne                                                                          | Goodbye Lullaby                 | 2011       | 3:50    |                                                                   |
| Daydream                         |                                                                                        |                                 |            |         |                                                                   |
| Déjà vu                          | Avril Lavigne, John Feldmann, Derek „Mod Sun“ Smith                                    | Love Sux                        | 2022       | 3:23    |                                                                   |
| Don’t Tell Me                    | Avril Lavigne, Evan Taubenfeld                                                         | Under My Skin                   | 2004       | 3:21    | Singleauskopplung                                                 |
| Dumb Blonde                      | Avril Lavigne, Mitch Allan, Bonnie McKee, Onika Maraj                                  | Head Above Water                | 2018       | 3:08    |                                                                   |
| Dumb Blonde                      | Avril Lavigne, Mitch Allan, Bonnie McKee, Onika Maraj                                  | Head Above Water                | 2018       | 3:34    | Singleauskopplung feat. Nicki Minaj                               |
| Everybody Hurts                  | Avril Lavigne, Evan Taubenfeld                                                         | Goodbye Lullaby                 | 2011       | 3:41    |                                                                   |
| Everything Back but You          | Avril Lavigne                                                                          | The Best Damn Thing             | 2007       | 3:02    |                                                                   |
| F.U.                             | Avril Lavigne, Travis Barker, Nick Long                                                | Love Sux                        | 2022       | 2:47    |                                                                   |
| Fall to Pieces                   | Raine Maida, Avril Lavigne                                                             | Under My Skin                   | 2004       | 3:28    |                                                                   |
| Falling Down                     | Avril Lavigne, The Matrix                                                              | Sweet Home Alabama              | 2002       | 4:11    |                                                                   |
| Falling Fast                     | Avril Lavigne                                                                          | Avril Lavigne                   | 2013       | 3:14    |                                                                   |
| Falling Into History             |                                                                                        |                                 | 2001       |         |                                                                   |
| Flames                           | Avril Lavigne, John Feldmann, Derek Smith                                              | Flames (Single Digital)         | 2021       | 2:31    | feat. Mod Sun                                                     |
| Fly                              | Avril Lavigne, Chad Kroeger, David Hodges                                              | Non-Album-Track                 | 2015       | 3:06    | Singleveröffentlichung                                            |
| Forgotten                        | Chantal Kreviazuk, Avril Lavigne                                                       | Under My Skin                   | 2004       | 3:17    |                                                                   |
| Freak Out                        | Evan Taubenfeld, Matt Brann, Avril Lavigne                                             | Under My Skin                   | 2004       | 3:13    |                                                                   |
| Fuel (Live)                      |                                                                                        | My World                        | 2003       | 3:38    |                                                                   |
| G R O W                          |                                                                                        |                                 | 2021       |         | feat. Willow & Travis Barker                                      |
| Get over It                      | Avril Lavigne, The Matrix                                                              | Non-Album-Track                 | 2002       | 3:27    | Auf der B-Seite der Single Sk8er Boi                              |
| Girlfriend                       | Avril Lavigne, Lukasz Gottwald, Max Martin                                             | The Best Damn Thing             | 2007       | 3:37    | Singleauskopplung                                                 |
| Girlfriend                       | Avril Lavigne, Lukasz Gottwald                                                         | The Best Damn Thing             | 2007       | 3:24    | feat. Lil' Mama                                                   |
| Girlfriend (French Version)      | Avril Lavigne, Lukasz Gottwald                                                         |                                 | 2007       |         |                                                                   |
| Girlfriend (German Version)      | Avril Lavigne, Lukasz Gottwald                                                         |                                 | 2007       |         |                                                                   |
| Girlfriend (Italian Version)     | Avril Lavigne, Lukasz Gottwald                                                         |                                 | 2007       |         |                                                                   |
| Girlfriend (Japanese Version)    | Avril Lavigne, Lukasz Gottwald                                                         | Girlfriend (Single-CD)          | 2007       |         |                                                                   |
| Girlfriend (Mandarin Version)    | Avril Lavigne, Lukasz Gottwald                                                         |                                 | 2007       |         |                                                                   |
| Girlfriend (Portuguese Version)  | Avril Lavigne, Lukasz Gottwald                                                         |                                 | 2007       |         |                                                                   |
| Girlfriend (Spanish Version)     | Avril Lavigne, Lukasz Gottwald                                                         | Girlfriend (Single-CD)          | 2007       |         |                                                                   |
| Give You What You Like           | Avril Lavigne, Chad Kroeger, David Hodges                                              | Avril Lavigne                   | 2013       | 3:45    |                                                                   |
| Goddess                          | Avril lavigne, Johan Carlsson, Ross Golan                                              | Head Above Water                | 2018       | 3:41    |                                                                   |
| Goodbye                          | Avril Lavigne                                                                          | Goodbye Lullaby                 | 2011       | 5:30    |                                                                   |
| He Wasn’t                        | Chantal Kreviazuk, Avril Lavigne                                                       | Under My Skin                   | 2004       | 3:00    | Singleauskopplung                                                 |
| Head Above Water                 | Avril Lavigne, Travis Clark, Stephan Moccio                                            | Head Above Water                | 2018       | 3:40    | Singleauskopplung                                                 |
| Head Above Water                 | Avril Lavigne, Travis Clark, Stephan Moccio                                            | Head Above Water                | 2018       | 3:40    | feat. Travis Of We The Kings                                      |
| Headset                          |                                                                                        |                                 | 2001       |         |                                                                   |
| Hello                            |                                                                                        |                                 |            |         |                                                                   |
| Hello Heartache                  | Avril Lavigne, David Hodges                                                            | Avril Lavigne                   | 2013       | 3:49    |                                                                   |
| Hello Kitty                      | Avril Lavigne, Chad Kroeger, David Hodges, Martin Johnson                              | Avril Lavigne                   | 2013       | 3:16    | Singleauskopplung                                                 |
| Here’s to Never Growing Up       | Avril Lavigne, Chad Kroeger, David Hodges, J. Kash, Martin Johnson                     | Avril Lavigne                   | 2013       | 3:35    | Singleauskopplung                                                 |
| Hot                              | Avril Lavigne, Evan Taubenfeld                                                         | The Best Damn Thing             | 2007       | 3:23    | Singleauskopplung                                                 |
| Hot (Japanese Version)           | Avril Lavigne, Evan Taubenfeld                                                         |                                 | 2007       |         |                                                                   |
| Hot (Mandarin Version)           | Avril Lavigne, Evan Taubenfeld                                                         |                                 | 2007       |         |                                                                   |
| How Does It Feel                 | Chantal Kreviazuk, Avril Lavigne                                                       | Under My Skin                   | 2004       | 3:44    |                                                                   |
| How You Remind Me                | Chad Kroeger                                                                           | Non-Album-Track                 | 2012       | 4:03    | Cover von Nickelback Soundtrack zu One Piece Z                    |
| Hush Hush                        | Avril Lavigne, David Hodges                                                            | Avril Lavigne                   | 2013       | 3:59    |                                                                   |
| I Always Get What I Want         | Clif Magness                                                                           | Under My Skin                   | 2004       | 2:31    | Bonustrack auf der Japan und United Kingdom Edition               |
| I Can Do Better                  | Lukasz Gottwald, Avril Lavigne                                                         | The Best Damn Thing             | 2007       | 3:16    |                                                                   |
| I Don’t Give                     | Avril Lavigne, The Matrix                                                              | Non-Album-Track                 | 2002       | 3:39    | Auf der B-Seite der Single Complicated                            |
| I Don’t Have to Try              | Lukasz Gottwald, Avril Lavigne                                                         | The Best Damn Thing             | 2007       | 3:17    |                                                                   |
| I Fell in Love with the Devil    | Avril Lavigne                                                                          | Head Above Water                | 2018       | 4:15    | Singleauskopplung                                                 |
| I Love You                       | Avril Lavigne, Max Martin, Shellback                                                   | Goodbye Lullaby                 | 2011       | 4:01    |                                                                   |
| I Will Be                        | Max Martin, Avril Lavigne, Lukasz Gottwald                                             | The Best Damn Thing             | 2007       | 3:59    | Limited Edition                                                   |
| I’m A Mess                       |                                                                                        |                                 | 2022       |         | feat. Yungblud                                                    |
| I’m with You                     | Avril Lavigne, The Matrix                                                              | Let Go                          | 2002       | 3:43    | Singleauskopplung                                                 |
| Imagine                          | John Lennon                                                                            | Instant Karma                   | 2007       | 3:12    | Cover von John Lennon                                             |
| Innocence                        | Avril Lavigne, Evan Taubenfeld                                                         | The Best Damn Thing             | 2007       | 3:52    |                                                                   |
| It Was in Me                     | Avril Lavigne, Lauren Christy, Johan Carlsson                                          | Head Above Water                | 2018       | 3:43    |                                                                   |
| Keep Holding On                  | Lukasz Gottwald, Avril Lavigne                                                         | The Best Damn Thing             | 2007       | 4:00    |                                                                   |
| Kiss Me Like The World Is Ending | Avril Lavigne, John Feldmann, Derek „Mod Sun“ Smith                                    | Love Sux                        | 2022       | 2:50    |                                                                   |
| Knockin’ on Heaven’s Door        | Bob Dylan                                                                              | Goodbye Lullaby                 | 2011       | 2:53    | Bonustrack in der Japan Edition Cover von Bob Dylan               |
| Lean On Me                       | Bill Withers                                                                           | Lean On Me (Single Digital)     | 2020       | 4:02    | feat. ArtistsCan                                                  |
| Let Me Go                        | Avril Lavigne, Chad Kroeger, David Hodges                                              | Avril Lavigne                   | 2013       | 4:27    | feat. Chad Kroeger Singleauskopplung                              |
| Losing Grip                      | Avril Lavigne, Clif Magness                                                            | Let Go                          | 2002       | 3:53    | Singleauskopplung                                                 |
| Love It When You Hate Me         | Avril Lavigne, John Feldmann, Matthew Musto, Derek „Mod Sun“ Smith                     | Love Sux                        | 2022       | 2:25    |                                                                   |
| Love Me Insane                   | Avril Lavigne, Lauren Christy                                                          | Head Above Water                | 2018       | 3:00    |                                                                   |
| Love Sux                         | Avril Lavigne, John Feldmann, Derek „Mod Sun“ Smith                                    | Love Sux                        | 2022       | 2:48    |                                                                   |
| Make Up                          | Avril Lavigne, The Matrix                                                              |                                 | 2002       |         |                                                                   |
| Mercury In Retrograde            |                                                                                        |                                 | 2022       |         |                                                                   |
| Mobile                           | Avril Lavigne, Clif Magness                                                            | Let Go                          | 2002       | 3:31    |                                                                   |
| Move Your Little Self On         |                                                                                        |                                 |            |         |                                                                   |
| My Happy Ending                  | Butch Walker, Avril Lavigne                                                            | Under My Skin                   | 2004       | 4:02    | Singleauskopplung                                                 |
| My World                         | Avril Lavigne, Clif Magness                                                            | Let Go                          | 2002       | 3:27    |                                                                   |
| Naked                            | Avril Lavigne, Curt Frasca, Sabelle Breer                                              | Let Go                          | 2002       | 3:29    |                                                                   |
| Nobody’s Fool                    | Avril Lavigne, Peter Zizzo                                                             | Let Go                          | 2002       | 3:57    |                                                                   |
| Nobody’s Home                    | Avril Lavigne, Ben Moody                                                               | Under My Skin                   | 2004       | 3:32    | Singleauskopplung                                                 |
| Not Enough                       | Avril Lavigne, Evan Taubenfeld                                                         | Goodbye Lullaby                 | 2011       | 4:18    |                                                                   |
| Not The Only One                 |                                                                                        |                                 | 2001       |         |                                                                   |
| O Holy Night                     | Placide Cappeau                                                                        | Maybe This Christmas Too?       | 2012       | 4:22    | feat. Chantal Kreviazuk                                           |
| Once And For Real                |                                                                                        |                                 |            |         |                                                                   |
| One of Those Girls               | Avril Lavigne, Evan Taubenfeld                                                         | The Best Damn Thing             | 2007       | 2:55    |                                                                   |
| Pity Party                       |                                                                                        |                                 | 2022       |         |                                                                   |
| Push                             | Avril Lavigne, Evan Taubenfeld                                                         | Goodbye Lullaby                 | 2011       | 3:01    |                                                                   |
| Remember When                    | Avril Lavigne                                                                          | Goodbye Lullaby                 | 2011       | 3:29    |                                                                   |
| Rock n Roll                      | Avril Lavigne, Chad Kroeger, David Hodges, J Kash, Peter Svensson, Rickard B Göransson | Avril Lavigne                   | 2013       | 3:27    | Singleauskopplung                                                 |
| Runaway                          | Kara DioGuardi, Lukasz Gottwald, Avril Lavigne                                         | The Best Damn Thing             | 2007       | 3:48    |                                                                   |
| Shelter                          |                                                                                        |                                 |            |         | feat. Mod Sun                                                     |
| Shut Up                          |                                                                                        |                                 |            |         |                                                                   |
| Sippin’ on Sunshine              | Avril Lavigne, Chad Kroeger, David Hodges, J. Kash, Martin Johnson                     | Avril Lavigne                   | 2013       | 3:31    |                                                                   |
| Sk8er Boi                        | Avril Lavigne, The Matrix                                                              | Let Go                          | 2002       | 3:23    | Singleauskopplung                                                 |
| Slipped Away                     | Chantal Kreviazuk, Avril Lavigne                                                       | Under My Skin                   | 2004       | 3:34    |                                                                   |
| Smile                            | Avril Lavigne, Max Martin, Shellback                                                   | Goodbye Lullaby                 | 2011       | 3:29    | Singleauskopplung                                                 |
| Souvenir                         | Avril Lavigne, Lauren Christy                                                          | Head Above Water                | 2018       | 2:57    |                                                                   |
| Spongebob Squarepants Theme      |                                                                                        |                                 |            |         |                                                                   |
| Stay (Be The One)                |                                                                                        |                                 |            |         |                                                                   |
| Stop Standing There              | Avril Lavigne                                                                          | Goodbye Lullaby                 | 2011       | 3:27    |                                                                   |
| Take It                          | Clif Magness                                                                           | Non-Album-Track                 | 2002       | 3:27    | Auf der B-Seite der Single My Happy Ending                        |
| Take Me Away                     | Avril Lavigne, Evan Taubenfeld                                                         | Under My Skin                   | 2004       | 2:55    | Auf der B-Seite der Single Don’t Tell Me                          |
| Tell Me It’s Over                | Avril Lavigne, Melissa Bel, Ryan Cabrera, Justin Gray, Johan Carlsson                  | Head Above Water                | 2018       | 3:09    | Singleauskopplung                                                 |
| Temple Of Life                   |                                                                                        |                                 |            |         |                                                                   |
| The Best Damn Thing              | Avril Lavigne                                                                          | The Best Damn Thing             | 2007       | 3:10    | Singleauskopplung                                                 |
| The Scientist (Live)             | Will Champion, Chris Martin, Guy Berryman, Jonny Buckland                              | Radio 1's Live Lounge: Volume 2 | 2007       | 4:31    |                                                                   |
| Thing I’ll Never Say             | Avril Lavigne, The Matrix                                                              | Let Go                          | 2002       | 3:43    |                                                                   |
| Think About It                   |                                                                                        |                                 |            |         |                                                                   |
| Together                         | Chantal Kreviazuk, Avril Lavigne                                                       | Under My Skin                   | 2004       | 3:14    |                                                                   |
| Tomorrow                         | Avril Lavigne, Curt Frasca, Sabelle Breer                                              | Let Go                          | 2002       | 3:48    |                                                                   |
| Tomorrow You Didn’t              |                                                                                        |                                 | 2001       |         |                                                                   |
| Too Much to Ask                  | Avril Lavigne, Clif Magness                                                            | Let Go                          | 2002       | 3:45    |                                                                   |
| Touch The Sky                    |                                                                                        |                                 |            |         |                                                                   |
| Two Rivers                       |                                                                                        |                                 |            |         |                                                                   |
| Unwanted                         | Avril Lavigne, Clif Magness                                                            | Let Go                          | 2002       | 3:40    |                                                                   |
| Warrior                          | Chad Kroeger, Avril Lavigne, Travis Clark                                              | Head Above Water                | 2019       | 3:45    |                                                                   |
| We Are Warriors                  | Avril Lavigne, Travis Clark, Chad Kroeger                                              | Non-Album-Track                 | 2020       | 3:44    | Charity-Single für Project HOPE Umgearbeitete Version von Warrior |
| What the Hell                    | Avril Lavigne, Max Martin, Shellback                                                   | Goodbye Lullaby                 | 2011       | 3:39    | Singleauskopplung                                                 |
| When You’re Gone                 | Avril Lavigne                                                                          | The Best Damn Thing             | 2007       | 4:00    | Singleauskopplung                                                 |
| Who Knows                        | Chantal Kreviazuk, Avril Lavigne                                                       | Under My Skin                   | 2004       | 3:30    |                                                                   |
| Why                              | Avril Lavigne, Peter Zizzo                                                             | Non-Album-Track                 | 2002       | 3:59    | Auf der B-Seite der Single Complicated                            |
| Wish You Were Here               | Avril Lavigne, Max Martin, Shellback                                                   | Goodbye Lullaby                 | 2011       | 3:45    | Singleauskopplung                                                 |
| Won’t Let You Go                 |                                                                                        |                                 |            |         |                                                                   |
| You Ain’t Seen Nothin’ Yet       | Avril Lavigne                                                                          | Avril Lavigne                   | 2013       | 3:15    |                                                                   |
| You Never Satisfy Me             |                                                                                        |                                 | 2001       |         |                                                                   |
| You Were Mine                    |                                                                                        |                                 |            |         |                                                                   |
| Gesamt: 91                       | Gesamt: 91                                                                             | Gesamt: 91                      | Gesamt: 91 | 5:19:54 |                                                                   |